# Гальмівний гак

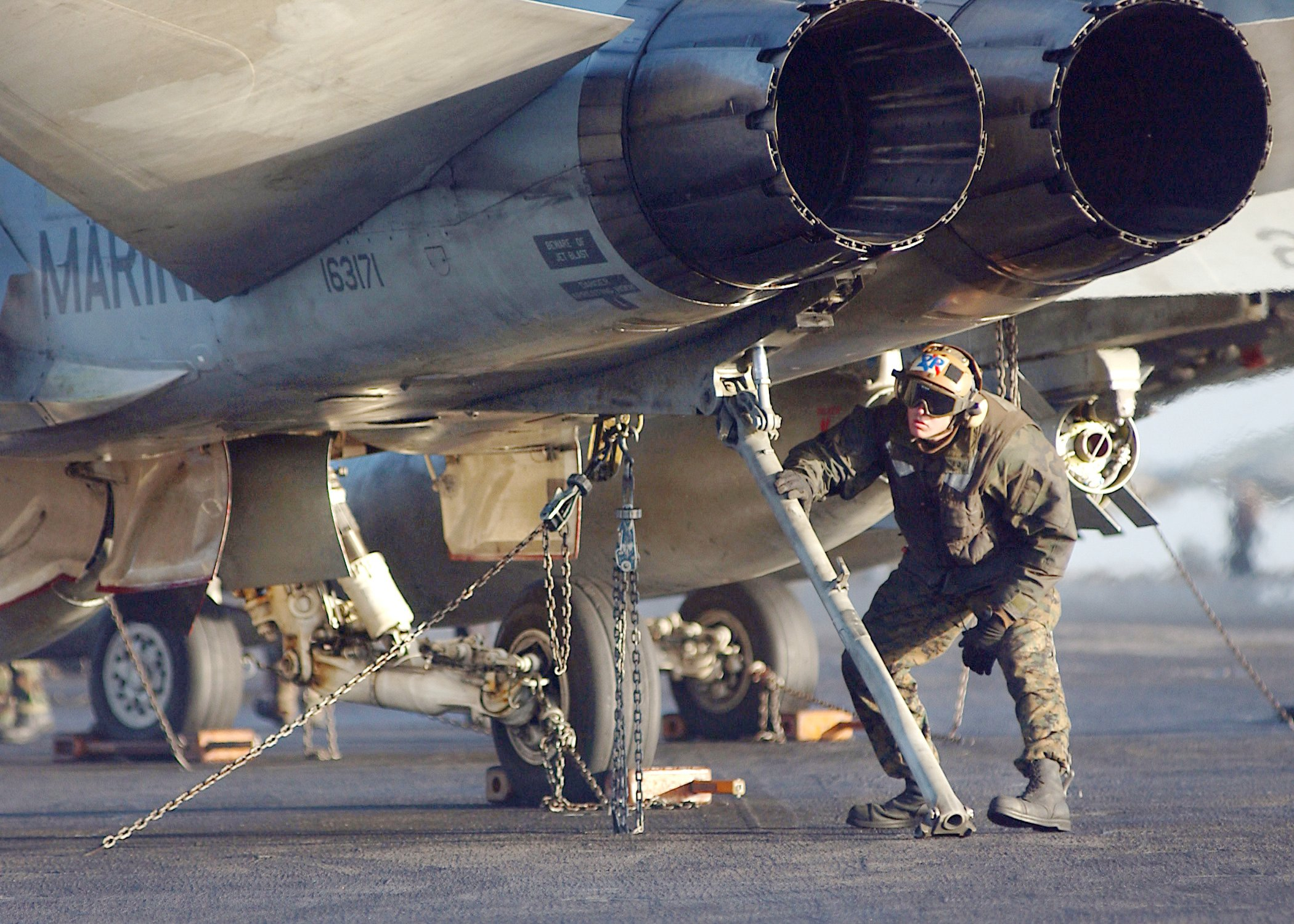
Огляд гальмівного гака на F/A-18 перед вильотом

Гальмівний гак — частина злітно-посадкової системи літака, призначена для захоплення троса аерофінішера та зупинки літака при посадці на палубу авіаносного корабля або скорочену злітно-посадкову смугу, та при аварійній посадці або перерваному зльоті з аеродрому.

## Опис
Гальмівний гак, зазвичай має вигляд металевого стержня (штанга), на кінці якої знаходиться елемент захоплення (гак). Штанга кріпиться в хвостовій частині фюзеляжу та може повертатись навколо поперечної осі літального апарата.
Рідше застосовується конструкція штанги, яка має вигляд траверси, два плеча якої кріпляться співвісно зовні бортів хвостовій частині фюзеляжу.
Перед заходом літака на посадку гідравлічний привод повертає гак з прибраного в випущене положення, в якому кінець штанги з гаком опускається нижче фюзеляжу ЛА так, що до моменту приземлення траєкторія випущеного кінця гальмівного гака проходить нижче траєкторії будь-якої точки літака.
При посадці літака на палубу гальмівний гак зачіпляється за один з декількох тросів, натягнутих поперек посадкової смуги на висоті 10-12 см. Відхилення гаку при зачеплені демпфує його амортизатор. Кінці кожного тросу намотані на два барабани. Після зачеплення за трос літак пробігає по палубі не більше 90 м, витягаючи трос з барабанів аерофінішерної машини. При цьому розкрутка самих барабанів гальмується.
Після зупинки літака трос відчіпляють від гака. Трос повільно намотується на барабани й приймає робоче положення — натягнутим між двома опорними шківами. Штанга піднімається гідроприводом літака в прибране положення.

## Галерея

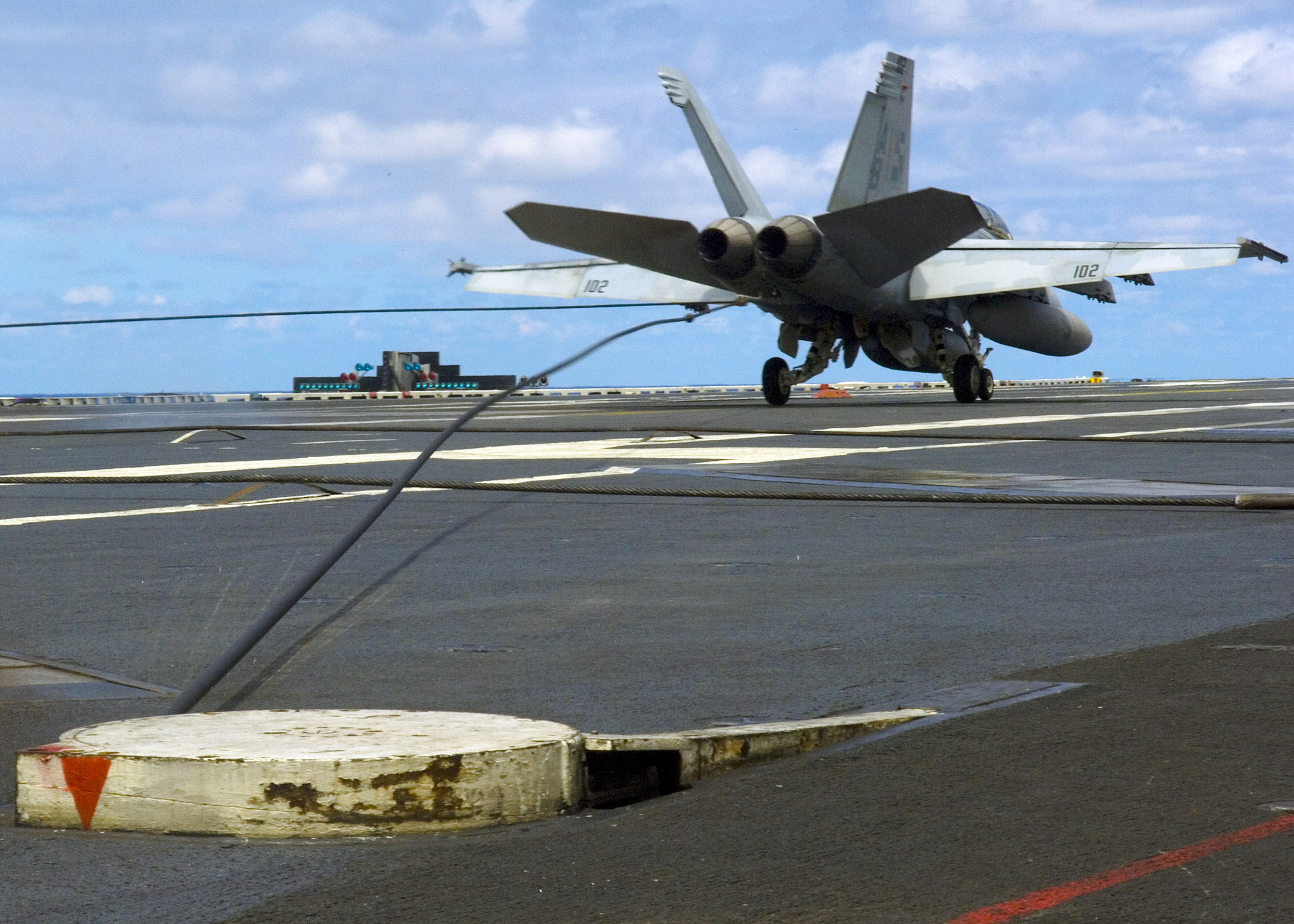
Гальмування пробігу FA-18 тросом аерофінішерної машини на палубі авіаносця
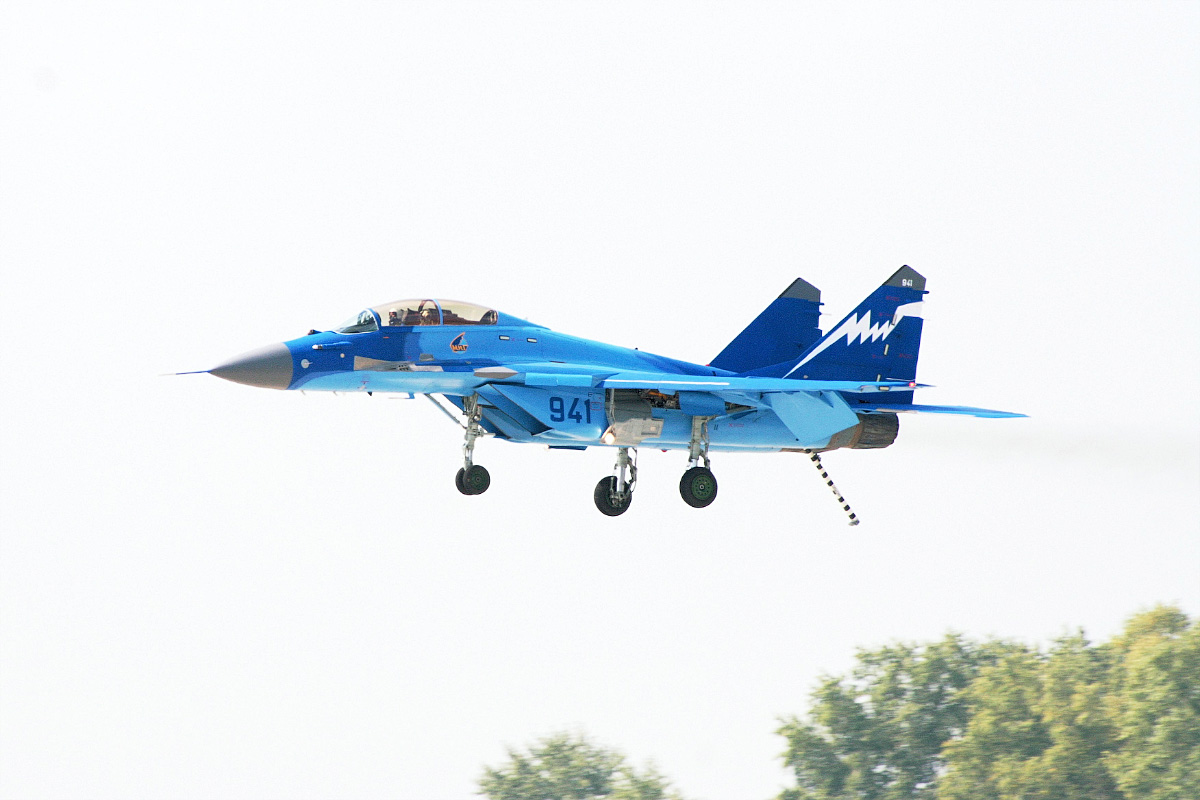
МіГ-29К з випущеним гаком
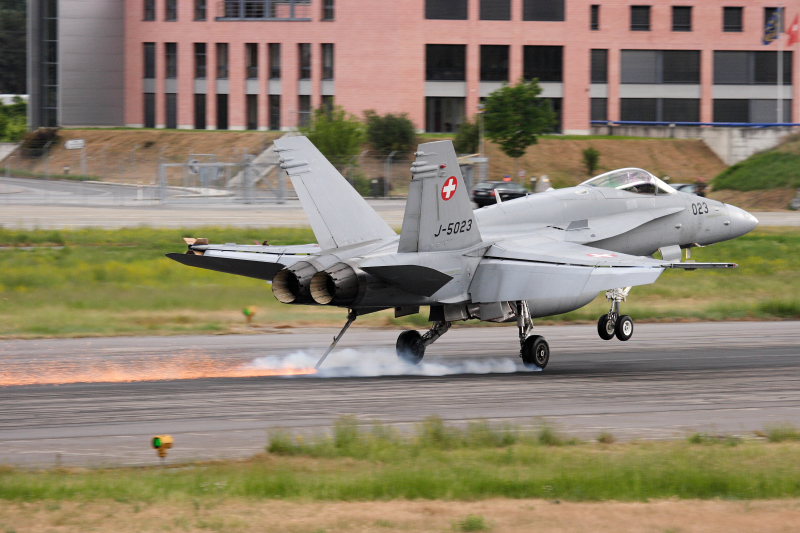
Посадка з випущеним гаком
Випущений гак, заціплений за трос
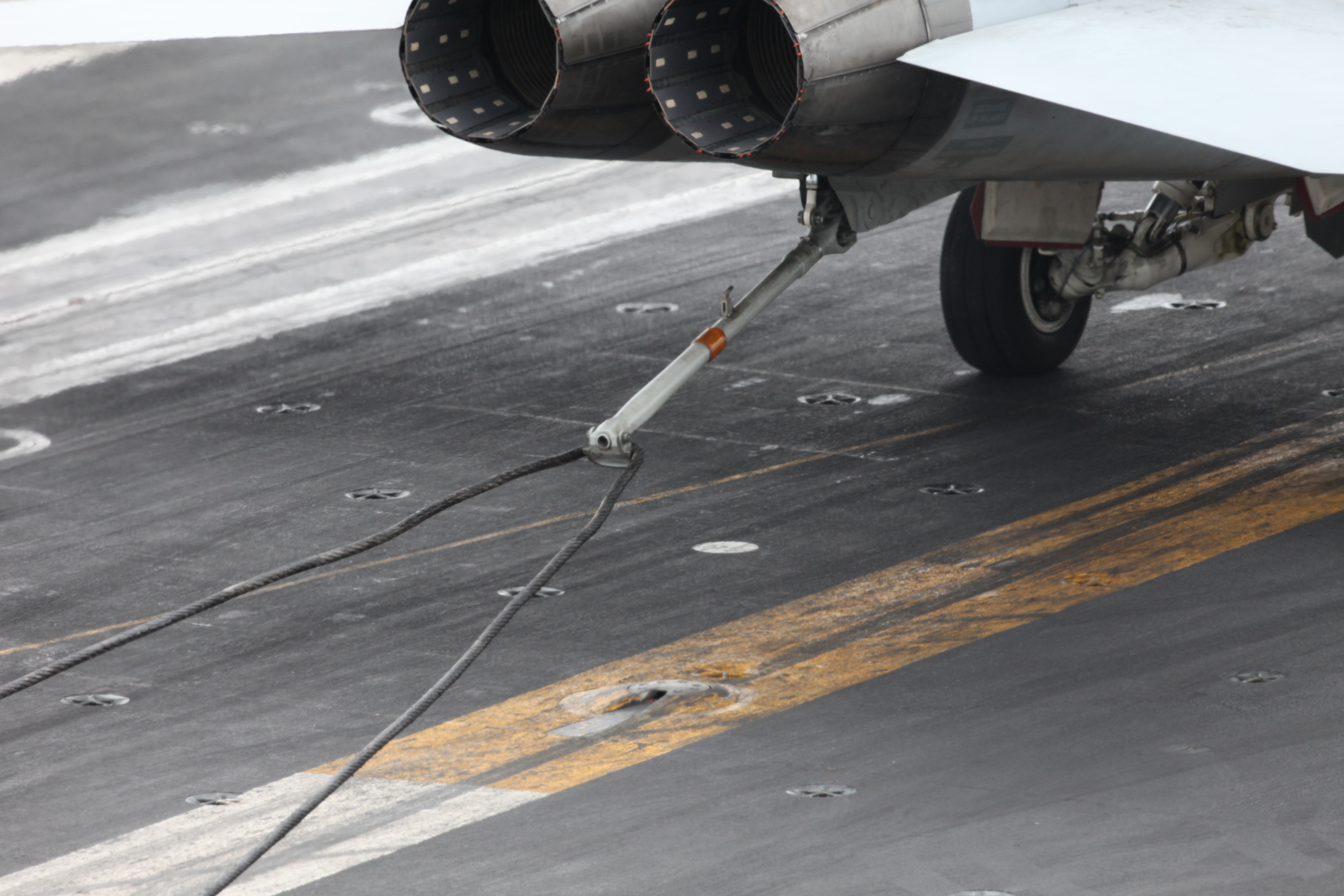
Гальмування тросом